# Melodifestivalen
Melodifestivalen ([mɛlʊˈdiːfɛstɪvɑːlɛn]; швед. melodi — мелодія, festivalen — фестиваль, дослівно: Фестиваль Мелодій) — музичний конкурс, який проходить у Швеції, організований компаніями Шведське телебачення (SVT) і Шведське радіо (SR), та визначає представника від Швеції на Пісенному конкурсі Євробачення. Організовується щорічно з 1958 року, за винятком 1964, 1970 і 1976 років.
Melodifestivalen — найпопулярніша програма у Швеції, а 2006 року був встановлений рекорд, коли фінал мав 4 242 000 глядачів. Загалом п'ять окремих переможців фестивалю стали переможцями самого конкурсу Євробачення, Family Four та Сів Малмквіст є двічі переможцями Melodifestivalen, а Лорін — двічі переможницею як Melodifestivalen, так і Євробачення.

## Історія

### Ранні роки (1958—1967)

#### Перший конкурс

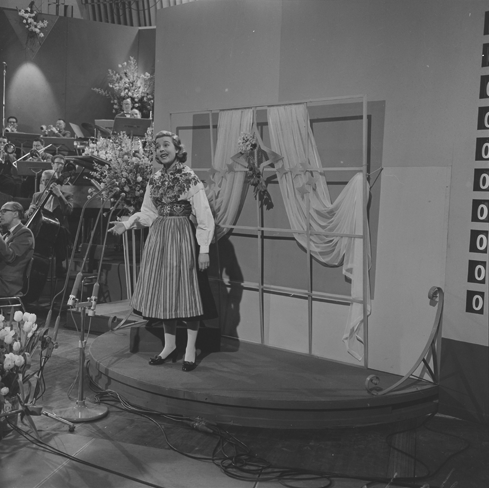
Аліс Баббс на Євробаченні 1958

Перший конкурс Melodifestivalen відбувся 1958 року, мав назву Schlagertävling та проходив у форматі внутрішнього відбору у співпраці з асоціацією композиторів SKAP, що обрала переможною пісню «Lilla stjärna» у виконанні Аліс Бабс. Це був єдиний випадок, коли Швеція проводила внутрішній відбір для обрання свого представника на Євробаченні.

#### Відбір пісні

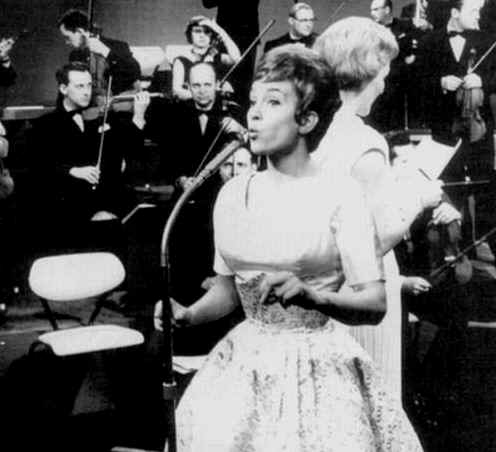
Сів Малмквіст у 1961 році

У 1959-му та надалі Melodifestivalen проходив у форматі національного фіналу. Того року, а також у 1960-1961 роках на конкурсі переможцем ставала саме пісня, а не учасник, який її виконував. Так, пісню переможниці 1959 року Сіви Малмквіст «Augustin» на Євробаченні 1959 в Каннах виконала Бріта Борг після обрання шведським мовником. Однак Сів Малмквіст представляла Швецію на Євробаченні в Лондоні наступного року з піснею «Alla andra får varann», з якою початково перемогли Остен Варнербрінг та Інгер Берггрен. 1961 року пісню «April, april» після другої перемоги на Schlagertävling Сів Малмквіст, цього разу в дуеті з Гуннаром Віклундом, на Євробаченні виконала Лілл-Бабс. Сам формат тогочасного Melodifestivalen був натхненний Фестивалем Санремо, у якому пісні виконували два артисти — один із великим оркестром, а інший із меншим джазовимквартетом.
У 1962-1963 роках переможцями Schlagertävling стали два дуети, проте лише одна з учасниць кожного — Інгер Берггрен у 1962-му та Моніка Зеттерлунд у 1963-му — зі своїми піснями стали й представницями Швеції на Євробаченні.
Вибір пісні відбувався й у 1965 році, проте після того, як Швеція отримала свої перші та єдині «нуль балів» на Євробаченні з піснею «En gång i Stockholm» у виконанні Моніки Зеттерлунд, відбулися певні зміни — менше уваги було приділено виконавцям, а більше — авторам пісень. Так, Інгвар Вікселл був внутрішньо обраний представником країни, а пісня «Absent Friend», яку він виконав на Євробаченні 1965, була відібрана на Schlagertävling поміж шести інших конкурсних пісень. Наступного року Швецію з піснею «Nygammal Vals» на Євробаченні 1966 представляли обидва переможці відбору — Лілл Ліндфорс та Сванте Турессон, а 1967 року конкурс отримав свою нинішню назву — Melodifestivalen.

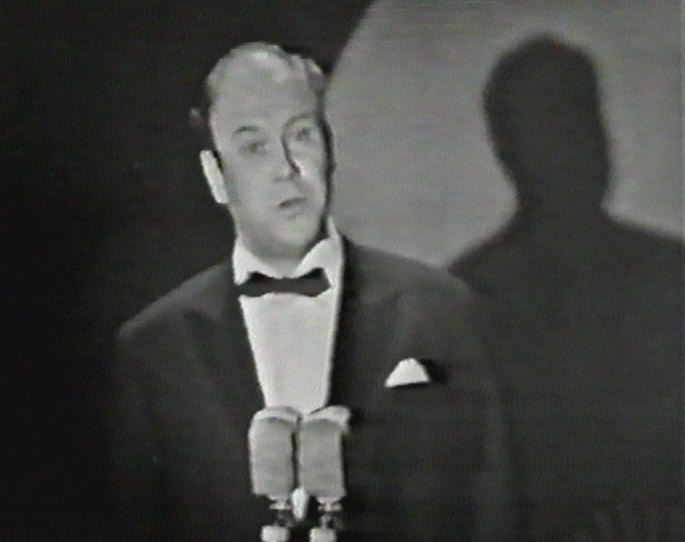
Інгвар Вікселл на Євробаченні 1965

Melodifestivalen 1964 мав стати сьомим виданням конкурсу, проте не відбувся через страйк Театральної асоціації Швеції, який розпочався 1 грудня і тривав до 29 березня 1964 року. У цей період Sveriges Radio-TV зробило блокаду, що призвело зокрема до того, що вони не могли ні організувати Melodifestivalen, ні відправити свого представника на Євробачення.

### Подальші роки (1971—1982)
Удруге за всю історію Melodifestivalen не відбувся у 1970 році через скандинавський бойкот системи голосування Євробачення, на якому в 1969 році сталася чотиристороння нічия за перше місце. У 1971 році Melodifestivalen був організований як частина телесеріалу Hylands hörna. Цей рік став першим, коли на конкурсі використовувався формат п'яти раундів (півфіналів) та фіналу. На відборі було три учасники — Томмі Керберг, Сильвія Вретгаммар та гурт Family Four. Кожен із учасників виконував п'ять пісень — по одній у кожному з півфіналів. Загальна кількість — 15 різних пісень. Пісня, яка здобувала найбільше голосів у своєму півфіналі, потрапляла до фіналу. В усіх п'яти раундах переможними стали пісні лише одних учасників — гурту Family Four, унаслідок чого фінал Melodifestivalen 1971 був подібним до формату 1965 року. Наступного 1972 року Melodifestivalen знову складався лише з фіналу, у якому змагалося 10 пісень. Перемогу вдруге поспіль здобули Family Four, що стали першим гуртом, який переміг у конкурсі двічі поспіль.
1974 року перемогу на Melodifestivalen здобули ABBA з піснею «Waterloo», яка вважається однією з найпопулярніших на Melodifestivalen і Євробаченні. Окрім цього, гурт приніс Швеції першу перемогу на Євробаченні. «Waterloo» була визнана найпопулярнішою піснею Євробачення на концерті до п'ятдесятої річниці конкурсу наприкінці 2005 року. Учасники ABBA брали участь і в минулих виданнях Melodifestivalen: Анні-Фрід Лінгстад виступала сольно в 1969 році, та як гурт під назвою Agnetha, Anni-Frid, Björn & Benny у 1973 році з піснею «Ring Ring». Б'єрн Ульвеус і Бенні Андерссон також написали чотири пісні Melodifestivalen, три з яких у співавторстві з менеджером ABBA Стікканом Андерссоном.

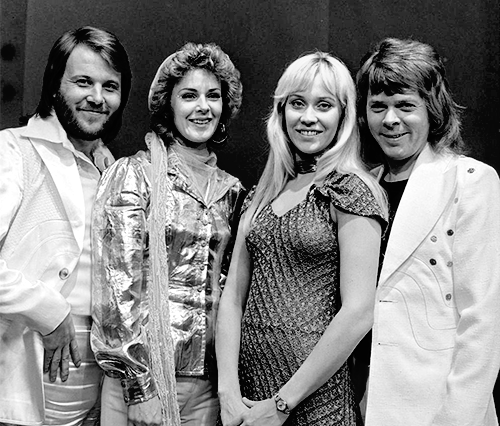
ABBA у 1974 році

Після проведення Євробачення 1975 у Стокгольмі, коли ліві групи стверджували, що Швеція не повинна витрачати гроші через потенційно можливу перемогу наступного року та потребу в цьому разі чергового проведення Євробачення Melodifestivalen був скасований утретє та востаннє в історії конкурсу. Це призвело до масових демонстрацій проти комерційної музики та організації антикомерційного Alternativfestivalen, тому Швеція вирішила не брати участь у Євробаченні 1976 та не проводити Melodifestivalen.
Після повернення Швеції на конкурс у 1977 та проведення Melodifestivalen, країна посіла останнє місце на Євробаченні, у 1978-1979 також не здобувала у значних результатів, а у 1980-1982 роках трималася лише в десятці. Ці роки стали найнапруженішим періодом суперництва між учасниками в історії Melodifestivalen — змагання відбувалося між Бйорном Скіфсом та дуетом Лассе Голма й Кіккі Даніельссона. У фіналі 1978 року, після тай-брейку, пісня Скіфса перемогла над Даніельссон і Голмом з невеликим відривом. Виконавці знову змагалися один проти одного в 1981 році, коли пісня Скіфса на два бали обійшла Chips — гурт, у якому брала участь Даніельссон з піснею, написаною Голмом. Коли Chips перемогли на Melodifestivalen в 1982 році з «Dag efter dag», Даніельссон пожартувала, що вони здобули перемогу на конкурсі того року завдяки тому, що Бйорн Скіфс не брав у ньому участі.

### Зміни форматі та коливання популярності (1983—2001)
Період 1983-1991 років був одним з найуспішніших для Швеції — переможці Melodifestivalen здобули на Євробаченні в ці часи дві перемоги, два місця у трійці найкращих і два — у п'ятірці. Система голосування, яка використовувалася на Melodifestivalen протягом більшої частини цього періоду, була запроваджена в 1982 році. Вона використовувалася до 1998-го, за винятком декількох років, та стала основою для сучасного формату конкурсу. Нова система проведення Melodifestivalen передбачала перший та другий раунди: у першому раунді змагалися десять пісень, п'ять найкращих з яких проходили до другого, в якому й визначався переможець. Окрім цього, у 1982-му та між 1984—1987 роками відбувалися зміни у сортуванні голосування журі — його відсортовували за віком, а не за місцем проживання.

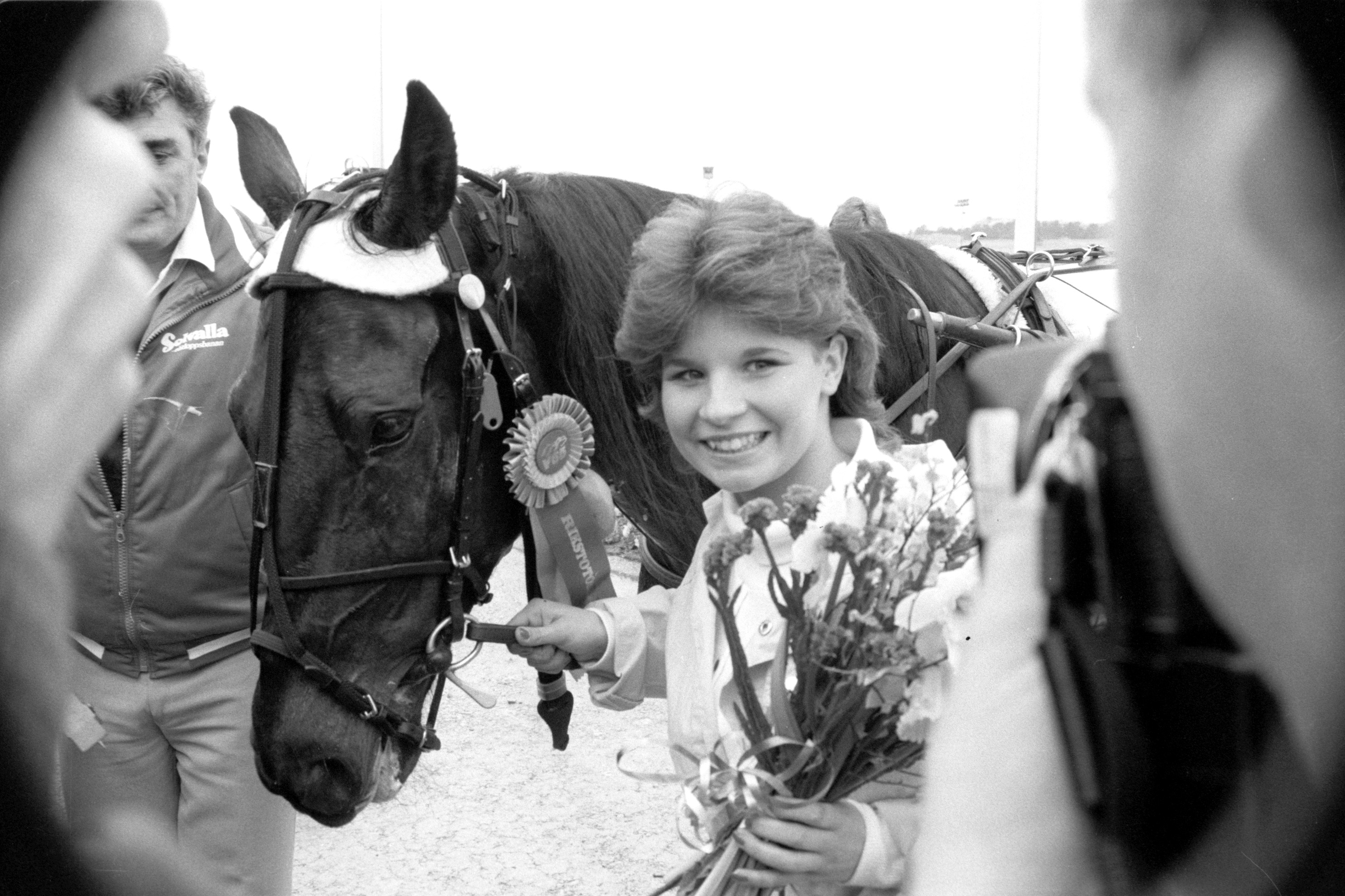
Карола — друга переможниця від Швеції на Євробаченні

У 1984 році переможці Melodifestivalen — гурт Herreys, що складався з трьох братів —з піснею «Diggi-loo diggi-ley» приніс Швеції другу перемогу на Євробаченні. У 1990 році аудиторія Melodifestivalen досягла рекордної кількості — понад п'ять мільйонів переглядів. Наступного 1991 року Карола з піснею «Fångad Av En Stormvind» перемогла на Євробаченні в Римі, що стало третьою перемогою Швеції на конкурсі. Після цього результати країни на Євробаченні загалом залишилися незмінними, проте популярність Melodifestivalen пішла на спад. Крістер Бйоркман, який переміг у 1992-му, посів на Євробаченні в Мальме останнє місце, що було найгіршим результатом країни-господарки конкурсу до 2015 року, коли Австрія отримала нуль балів.
1993 року на Melodifestivalen було запроваджене експериментальне телеголосування, але спроба виявилася невдалою — шведська телефонна мережа зазнала краху через перенавантаження під час голосування, а шведські таблоїди згодом випускали заяви, що телеголосування спотворило кінцеві результати. Це було пов'язано з тим, що гурт Arvingarna, який того року переміг на Melodifestivalen з піснею «Eloise», посів би лише четверте місце за умови врахування балів журі. SVT ніколи не підтверджувало правдивість цих заяв.

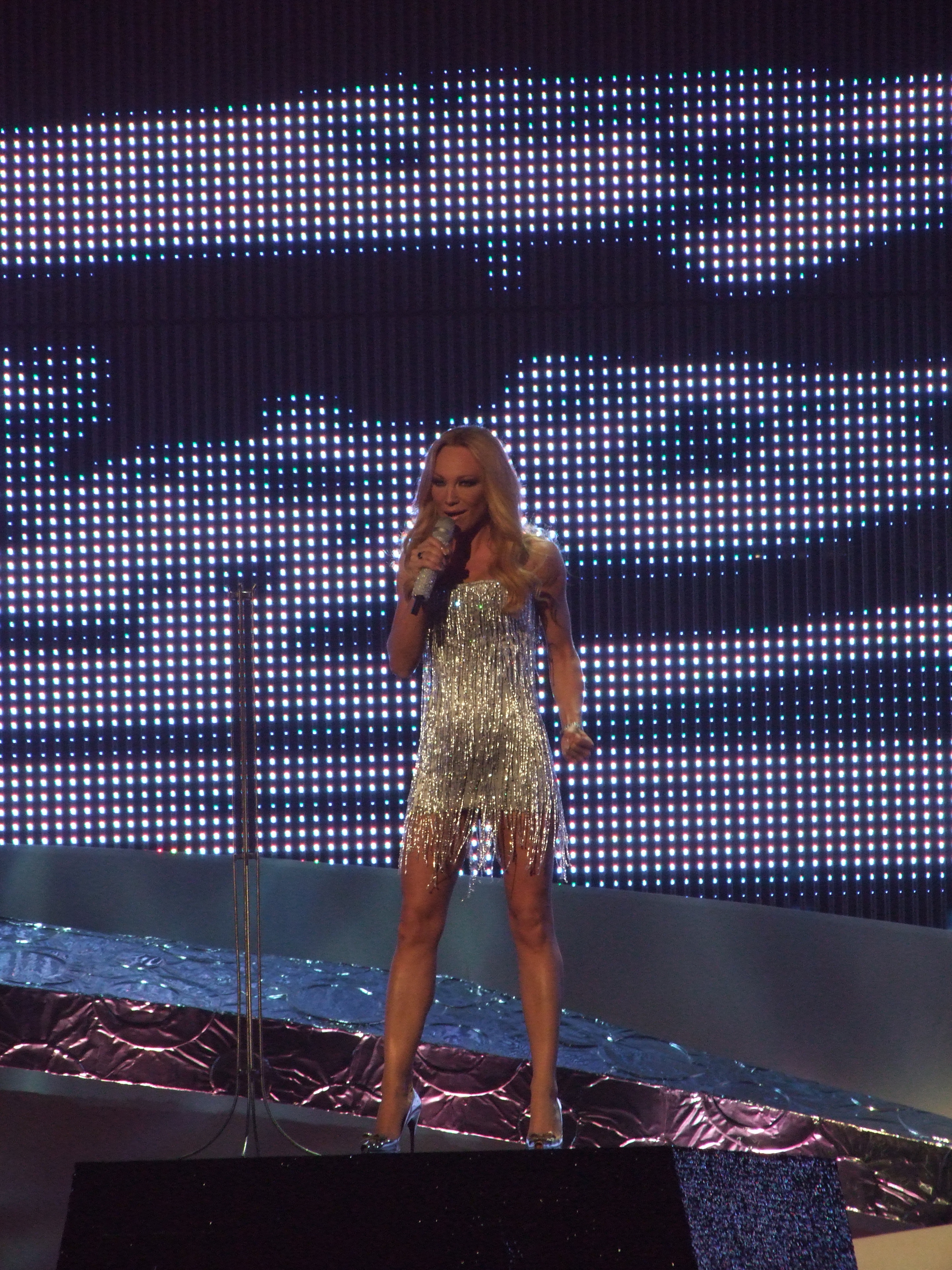
Шарлотта Нільсон

Регіональне журі було відновлене вже наступного 1994 року, коли Марі Бергман стала першою співачкою, яка тричі вигравала на конкурсі. Melodifestivalen 1998 був останнім, коли журі визначало переможця — у 1999 році телеголосування було запроваджене знову й назавжди. Однак, на відміну від 1993 року, у визначенні результатів зберігалися й бали журі, а голоси розподілялися у співвідношенні 50/50. Того ж 1999 року переможницею Melodifestivalen стала Шарлотта Нільссон з піснею «Tusen och en natt», що здобула перше місце на Євробаченні 1999 в Єрусалимі й принесла четверту перемогу Швеції. Ця перемога знову підвищила популярність Melodifestivalen — конкурс 2000 року привернув найбільшу кількість глядачів з 1993-го, а також став останнім роком, коли на конкурсі використовували живий оркестр.

### Значні зміни та розширення конкурсу (2002—2008)
На початку XXI століття Сванте Стокселіус, тогочасний голова відділу розваг SVT, почав оновлення Melodifestivalen. Крістер Бйоркман, переможець Melodifestivalen 1992 року, був призначений керівником конкурсу 2002 року й розпочав процес модернізації заходу. Змагання були подовжені з одного вечора до п'яти тижнів (півфіналів), подібно до формату 1971 року, та мали «Другий шанс», завдяки чому кількість учасників зросла до 32, що більш ніж у тричі збільшило попередню кількість. Також до участі були допущені пісні не тільки шведською, а й іншими мовами.

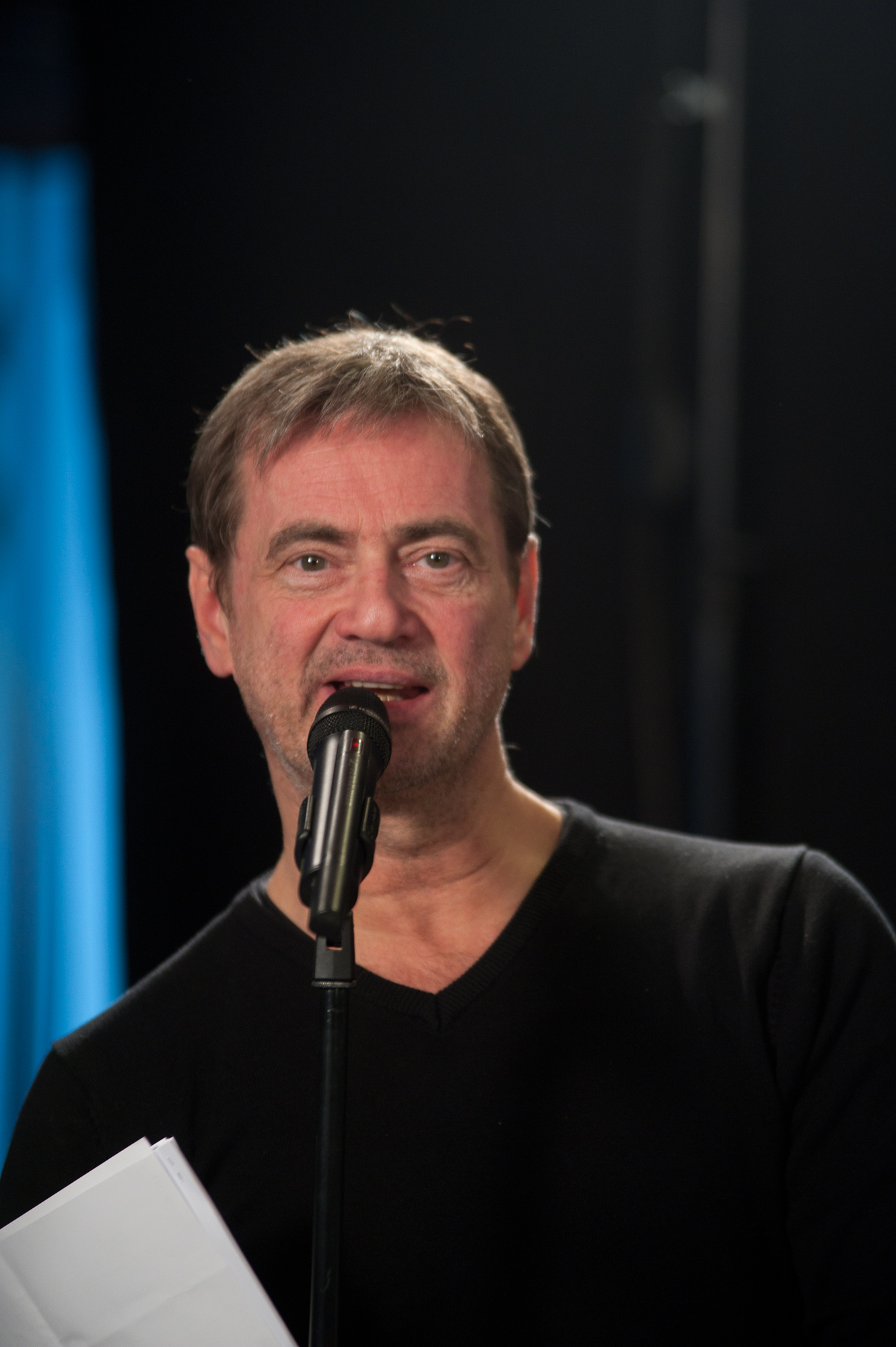
Крістен Бьоркман

Нова система передбачала, що півфінали могли «подорожувати» по країні. Унаслідок цього Melodifestivalen 2002 року став першим, який перемістився за межі Стокгольма, Гетеборга та Мальме. Того ж року розпочався і дитячий варіант конкуру — Lilla Melodifestivalen, який використовувався для відбору шведської заявки на Дитяче Євробачення та проводився до 2014 року. Зміни відбулися й 2004 року, коли на Melodifestivalen організатори вперше самостійно запросили артистів для участі в конкурсі, а не обмежилися лише поданими заявками.
У 2005 році система голосування викликала суперечки у фіналі після того, як Мартін Стенмарк став переможцем Melodifestivalen з перевагою у три бали над Нанне Грьонвалл, попри те, що остання отримала на 150 000 телеголосів більше. 2007 року етап «Другого шансу» був перетворений на повноцінне вечірнє шоу у форматі дуелів у двох раундах, що відбувалися у вигляді боротьби між двома учасниками.

### Після введення журі на Євробаченні (2009-дотепер)
Хоча зміни формату Melodifestivalen мали значний вплив на конкурс у самій Швеції (понад два мільйони голосів було віддано у фіналі 2007 року проти менше ніж 360 000 у 2001-му), конкурентоспроможність країни на Євробаченні згодом почала погіршуватися. Так, переможці Melodifestivalen 2007 та 2008 посіли на Євробаченні 18 місця, у 2009 — 21-ше, а 2010 року Швеція вперше не пройшла до фіналу конкурсу.
Проте з 2011 року, коли Ерік Сааде, який переміг на Melodifestivalen з піснею «Popular», здобув для Швеції 3 місце на Євробаченні, країна ввійшла у свій найкращий період за результативністю на конкурсі, що продовжується й надалі. Наступного року Лорін з «Euphoria» перемогла на Melodifestivalen 2012 з рекордними понад 670 000 телеголосами, а згодом виграла Євробачення 2012 в Баку, що стало п'ятою перемогою Швеції на конкурсі.

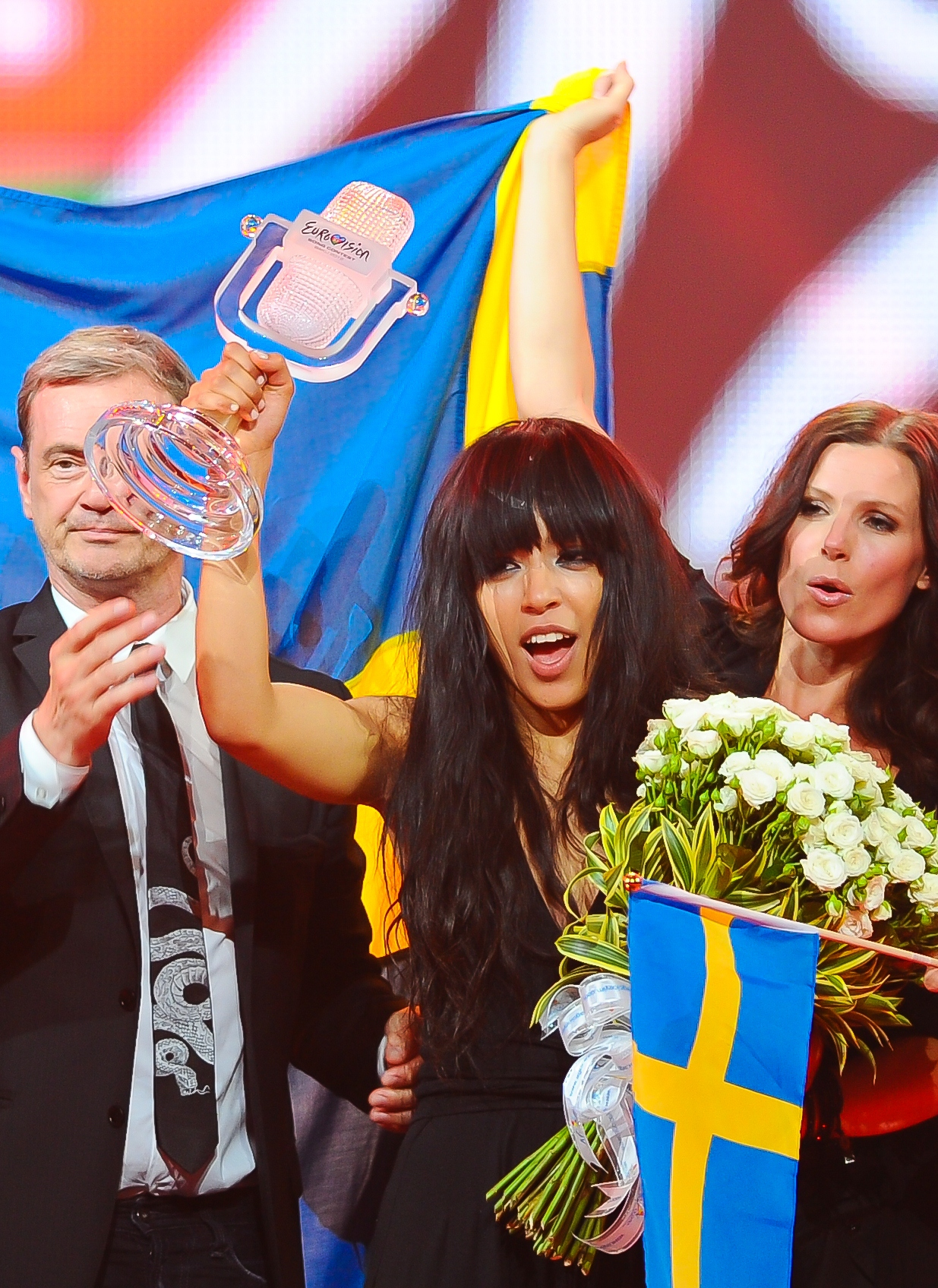
Лорін після перемоги на Євробаченні 2012

2013 року на Melodifestivalen переміг Робін Шернберг з піснею «You», який посів на Євробаченні 14 місце, наступного 2014 року — Санна Нієльсен з «Undo», яка здобула 3 місце для Швеції, а вже наступного року переможець Melodifestivalen Монс Сельмерлев з піснею «Heroes» на Євробаченні 2015 приніс країні шосту перемогу. Після цього переможці Melodifestivalen у 2016-2019 роках — Франс, Робін Бенгтссон та Йон Лундвік — посіли на Євробаченні п'яті місця, Беньямін Інгроссо — сьоме.
2022 року на Melodifestivalen відбулися нові зміни у форматі — етап «Другого шансу» був замінений на півфінал, що складався з двох груп, у кожній з яких змагалися чотири виконавці. Два виконавці з кожної групи кваліфікувалися до фіналу, де з 12 учасників визначався переможець. На Melodifestivalen 2022 перемогу здобула Корнелія Джейкобс із піснею «Hold Me Closer», яка посіла четверте місце на Євробаченні 2022. Та ж система збереглася й наступного року, коли Лорін здобула свою другу перемогу на Melodifestivalen, цього разу з піснею «Tattoo», а згодом і на Євробаченні 2023, що стало сьомою перемогою Швеції на конкурсі, кількість яких зрівнялася з Ірландією.

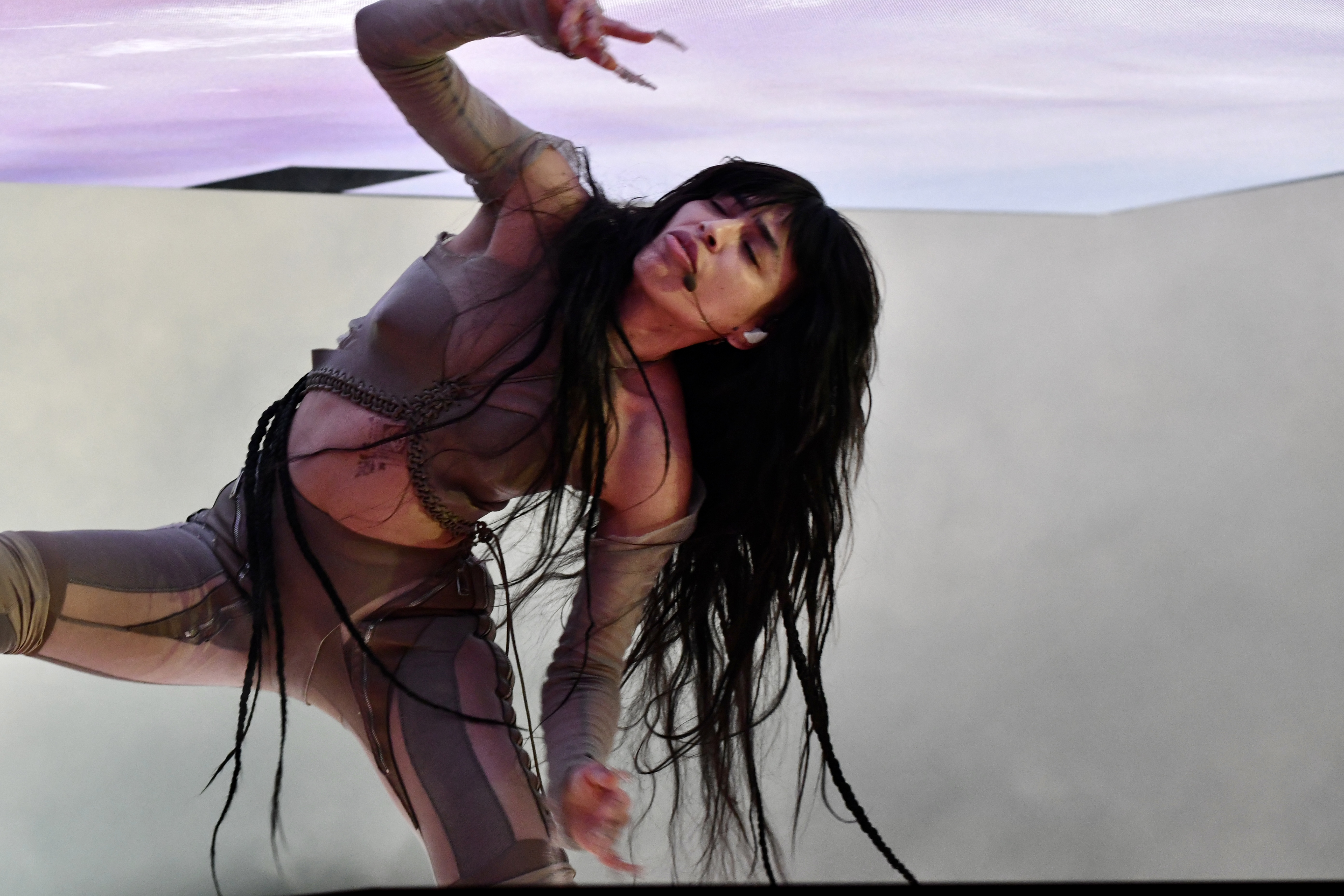
Виступ Лорін на Melodifestivalen 2023

У 2024 році структура Melodifestivalen знову змінилася. Кількість раундів збільшилася з чотирьох до п'яти, кількість учасників у них складала шість виконавців — саме тому загальна кількість учасників на конкурсі збільшилася з 28 до 30. «Другий шанс» отримав назву «фінальна кваліфікація», та цього разу відбувся одразу після п'ятого раунду, а не окремим шоу. Кожен раунд мав два етапи: під час першого етапу учасник з найбільшою кількістю голосів проходив одразу до фіналу, а у другому відбувалося повторне голосування, після якого ще одна заявка потрапляла до фіналу, дві — до фінальної кваліфікації, ще дві — вибували. У раунді фінальної кваліфікації дві пісні з десяти з найбільшою кількістю голосів потрапляли до фіналу. Система вікових груп не використовувалася для цього голосування, але результати півфіналів були додані до неї для визначення загального результату — кількість голосів за кожну пісню в кожному шоу поділялася на загальну кількість тих, хто голосував (пристроїв) у кожному шоу. Потім 1000 балів були розподілені між піснями на основі цих співвідношень. Таким чином, у фіналі змагалася стандартна кількість учасників, а саме 12, переможець визначався шляхом голосування міжнародного журі та телеглядачів. Переможцем Melodifestivalen 2024 став норвезький дует Marcus & Martinus з піснею «Unforgettable», що посів 9 місце на Євробаченні 2024, яке проходило в Мальме.

## Правила
Для проведення Melodifestivalen використовуються правила, які більшою мірою базуються на правилах самого Євробачення з певними змінами. Офіційні правила для кожного року шведський мовник публікує на початку підготовки Melodifestivalen.
Протягом років проведення Melodifestivalen правила неодноразово змінювалися. Свого часу для кожного виступу існувало обмеження в шість осіб на сцені, як і на Євробаченні, артисти могли використовувати бек-вокалістів або власну групу, весь вокал мав бути повністю живим, а людські голоси були заборонені на мінусівках. Проте з 2009 року кількість виконавців, дозволених на сцені, становила вісім, а заборону передзаписаних голосів скасували. Окрім цього, на Melodifestivalen до 2001 року, коли було введене технічне відтворення музики, за винятком декількох років, використовувався живий оркестр, а в 1960—1963 роках їх навіть було два — великий та джазовий. До 1999 року конкурсні пісні мали бути лише шведською мовою, за винятком 1965, 1973—1975 років. Після скасування мовних обмежень, кожна пісня, що перемагала на Melodifestivalen і була будь-якою іншою мовою, окрім англійської, перекладалася нею.

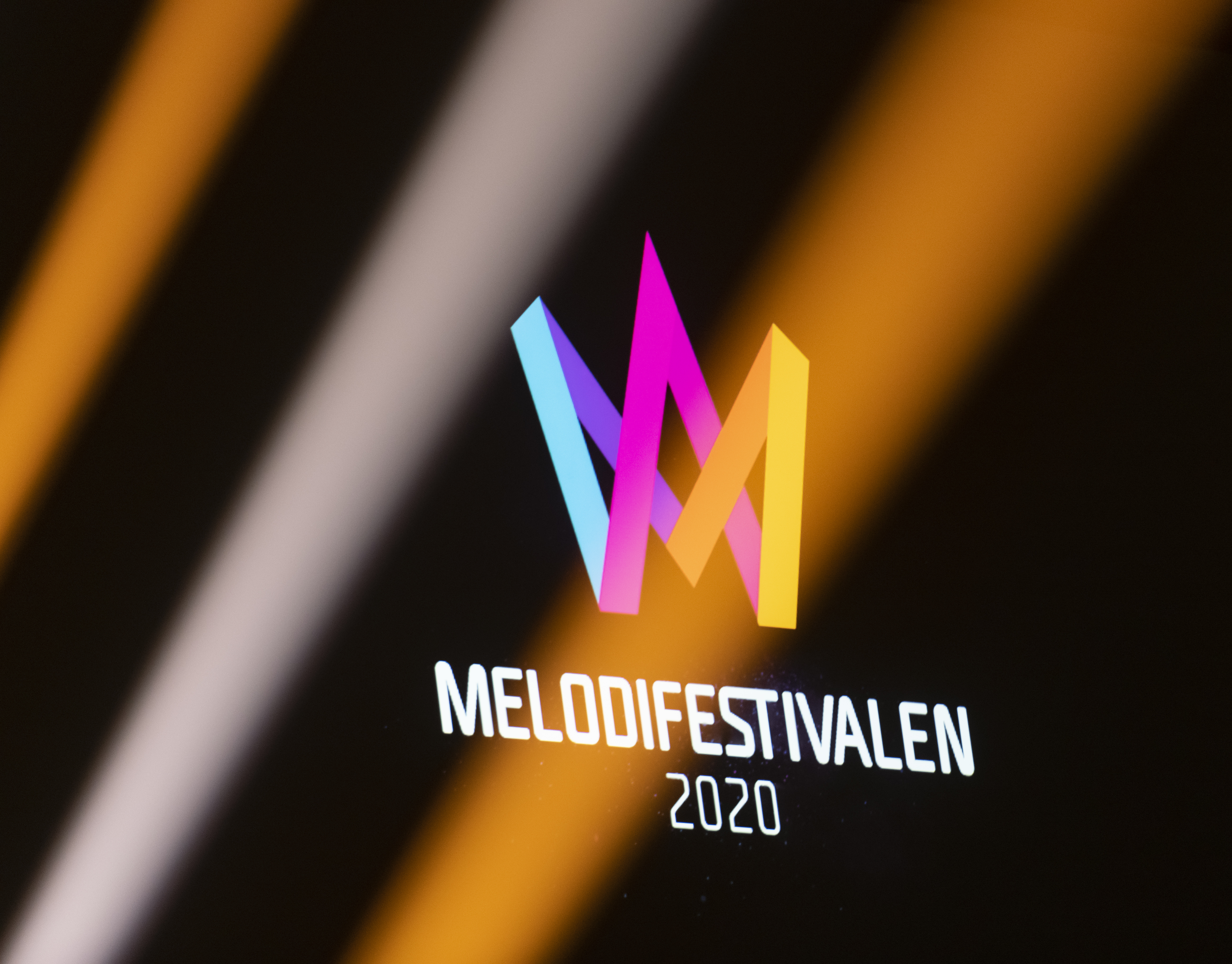
Логотип Melodifestivalen 2020

Наразі на Melodifestivalen діють наступні загальні правила:
- Конкурс складається з 30 музичних творів, з яких 15 робіт відібрані журі з-поміж поданих на конкурс, а ще 15 заявок — створені авторами, спеціально запрошеними SVT, або є записами, які SVT вибрав з-поміж поданих музичних творів;
- Громадяни Швеції та/або особи, зареєстровані у Швеції (не пізніше визначеної мовником дати) мають право брати участь у конкурсі як композитори та автори пісень, за винятком осіб, які у визначений мовником період працюють організовано або на замовлення Sveriges Television (SVT). Особи, які не є громадянами Швеції/зареєстрованими у Швеції, мають право брати участь у конкурсі за умови, що конкурсна робота має принаймні одного автора, який відповідає попереднім вимогам;
- SVT має намір, щоб приблизно 30 % відібраних конкурсних робіт були виконані переважно шведською мовою. Одна й та сама мелодія може бути подана як окремі конкурсні роботи, якщо вона містить текст різними мовами;
- Принаймні 50 % відібраних конкурсних робіт мають бути написані лише жінками-композиторками/авторками текстів або мінімум мати у співавторстві як жінок, так і чоловіків-композиторів/авторів текстів.
- Конкурсні роботи, текст/заголовок яких може бути визнаним образливим та таким, що вони не будуть схваленим для участі в Євробаченні, не будуть допущені до участі в Melodifestivalen.
- У конкурсі можуть брати участь лише нові твори, які раніше не були доступні для громадськості. Мелодія й текст не повинні бути раніше опубліковані або виконані, незалежно від форми та носія, або іншим чином поширені серед громадськості — це, серед іншого, виступ в контексті концерту, транслювання через радіо, телебачення або Інтернет, включно з соціальними мережами.
- У конкурсі можуть брати участь лише роботи, тривалість яких перевищує 2 хвилини (2:00) та не є більшою ніж 3 хвилини (3:00). Проте внески з більшою/меншою тривалістю залишаються в процесі відбору, якщо редактори вважають доцільним змінити довжину внеску до прийнятної тривалості, і це приймається та виправляється автором (авторами) пісні.
- Повністю інструментальні внески не приймаються, композиція повинна містити співаний або усний текст.

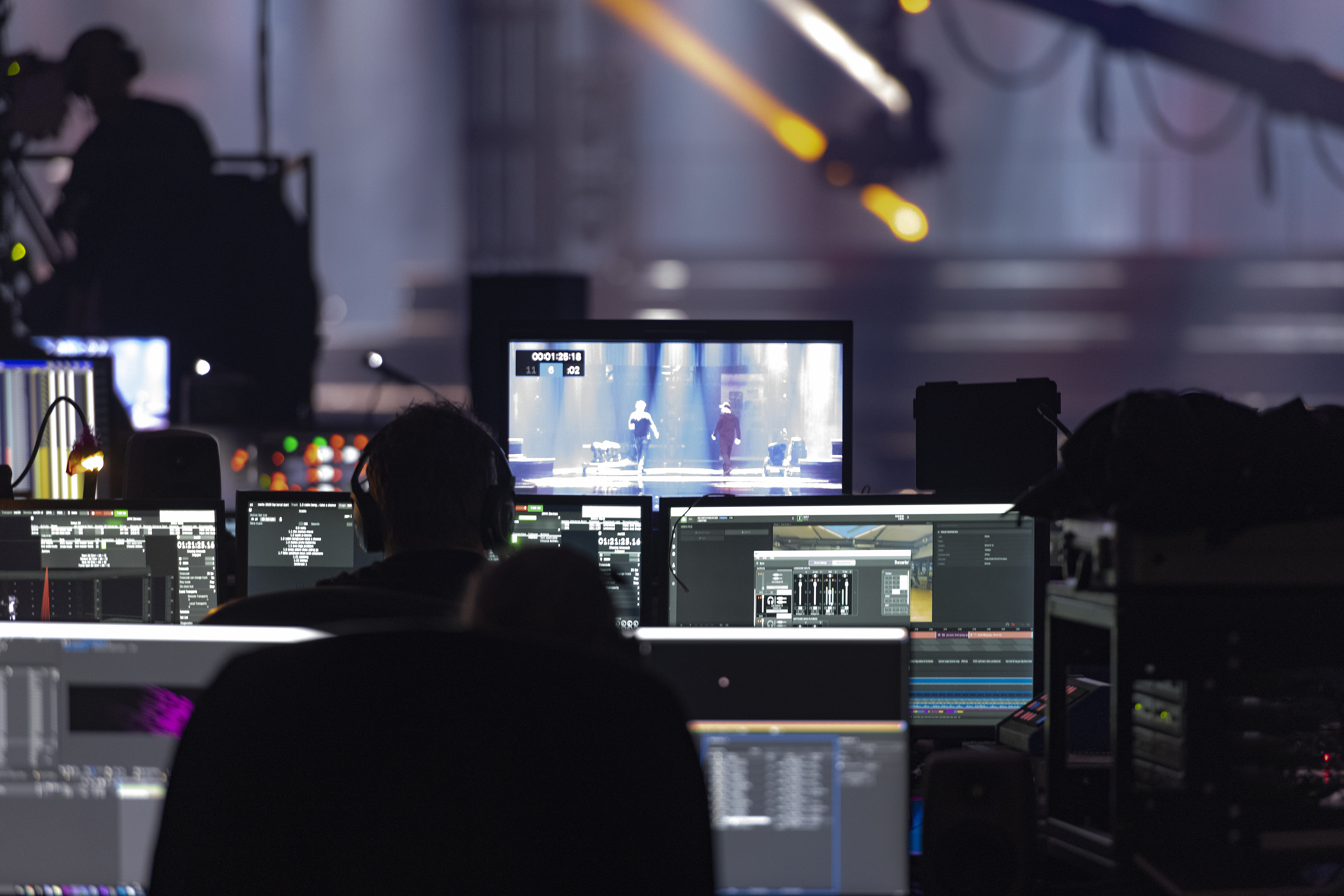
Підготовка телевиробництва для Melodifestivalen 2020 у Лінчепінгу

- Підготовка телевиробництва для Melodifestivalen 2020 у ЛінчепінгуУ кожному виступі на Melodifestivalen можуть брати участь максимум 8 осіб. Якщо пісня представлятиме Швецію в Євробаченні, кількість осіб на ньому буде обмежена до 6.
- На мінусівках можуть бути попередньо записані хорові вокальні партії, але не від основного виконавця(ів), що беруть участь та повинні співати наживо.
- Без чіткого схвалення SVT вибрані конкурсні роботи не можна оприлюднювати, публікувати/розповсюджувати на музичних платформах або іншим чином. Конкурсні роботи, які посіли 3-4-5-6 місця у підконкурсі (півфіналі), можуть бути доступні для громадськості після закінчення трансляції поточного підконкурсу. Конкурсні роботи, які посіли 2-е або 1-е місце у підконкурсі, можуть бути доступні для громадськості після закінчення трансляції п'ятого підконкурсу.
- Конкурсна робота, відібрана для участі в Melodifestivalen, не може бути розміщена на музичному ринку до того моменту, поки не вибула з конкурсу, або, якщо конкурсна робота кваліфікується до фіналу Melodifestivalen, після його фіналу.
- Конкурсна робота (включно з її назвою) не повинна з'являтися у маркетингових подіях, асоціюватися з компаніями/брендами, продуктами чи послугами до закінчення терміну 30 днів після того, як конкурсна робота вийшла з конкурсу, або якщо Конкурсна заявка кваліфікується до фіналу Melodifestivalen 2024 — не раніше ніж через 30 днів після фіналу, або якщо конкурсна робота має представляти Швецію на Євробачення — не раніше ніж через 30 днів після першої трансляції Євробачення. Це не є перешкодою для реклами самої пісні після дозволеного публічного показу або фізичного/цифрового випуску після закінчення відповідного часу.
- Учасники конкурсу, зобов'язуються, за бажанням SVT, брати участь у пресконференціях, співбесідах, підконкурсах (півфіналах), інтерв'ю визначеного мовником часу без компенсації, окрім покриття витрат на проїзд та проживання у випадках, коли це потрібно, а також бути присутніми протягом приблизно 15 днів на Євробаченні.

## Голосування
До 1999 року переможця Melodifestivalen визначала група журі, бали якого розподілялися за регіоном або віковою групою. У 1993 році було вперше експериментально використане телеголосування, але воно виявилося невдалим через збій у системі шведської телемережі через великий наплив дзвінків.

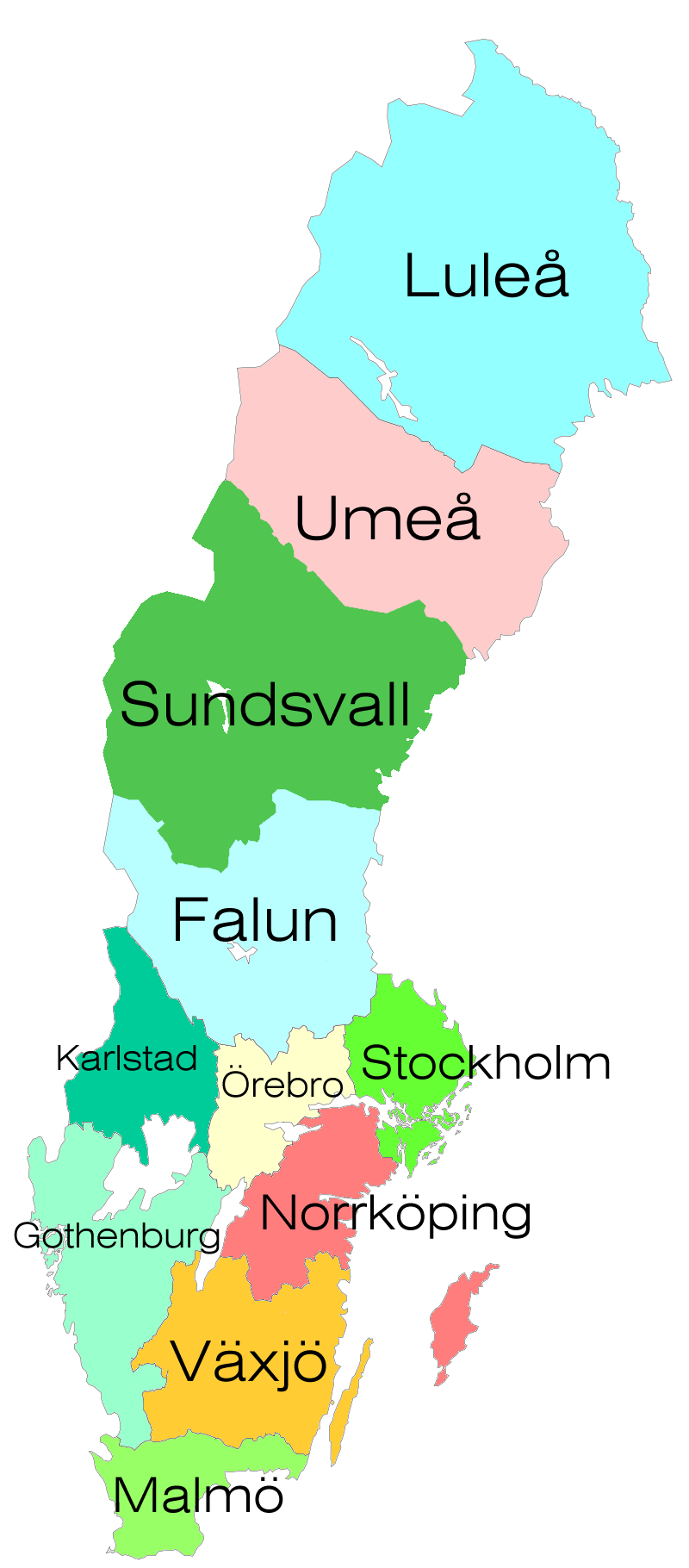
Регіональний розподіл шведського національного журі

Наразі голосування на Melodifestivalen складається з двох сегментів: журі та глядачів. Загальна кількість балів зазвичай становила 2 х 473 бали (2 х 638 з 2018 року), що зважує бали журі та глядачів 50/50 у кінцевому результаті. До 2010 року журі представляло шведські регіони, а після — міжнародне голосування 11 країн, які беруть участь у Євробаченні. До 2017 року кожне журі присуджувало 1, 2, 4, 6, 8, 10 і 12 балів семи найкращим пісням; однак з 2018 року бали були змінені на 1-7, 8, 10 і 12 як на Євробаченні. Голосування журі оголошують особи, які не є його журі. Під час і після зачитування голосів, вони зіставляються на графічному табло.
Після голосування журі результати телеглядачів оголошують ведучі в порядку зростання. Між 1999 і 2010 роками пункти телеголосування були фіксованими — сім кращих пісень отримували 11, 22, 44, 66, 88, 110 і 132 бали (12, 24, 48, 72, 96, 120 і 144 бали у 2009-му). У період 2011—2018 роках бали нараховувалися на основі відсотка від загальної кількості голосів. Так, якщо пісня отримувала 20 % голосів від 638 балів, це було еквівалентним 127—128 балам. З 2019 року, публічне голосування розподіляється за віковими групами (3-9, 10-15, 16-29, 30-44, 45-59, 60-74, 75+ років), голосування яких переводиться у 1-7, 8, 10 і 12 балів. Інколи у форматі голосування Melodifestivalen можуть відбуватися певні зміни у способах розподілення балів, коли:
- вікові групи застосовуються або в усіх шоу, або лише у фіналі;
- у півфіналах залежно від раундів або їх відсутності перше місце визначається за загальною кількістю надісланих голосів, а решта — за балами;
- з'являється окрема додаткова категорія балів глядачів — теле;
- місця тих, хто проходить фінальну кваліфікацію, визначаються за результатами голосування у піфіналах тощо.

Телефонні лінії відкриваються перед першим учасником та не закриваються до завершення голосування журі. Для кожної пісні використовуються два номери телефонів, що дає глядачам можливість вибрати, чи жертвувати гроші на благодійний заклик SVT Radiohjälpen, чи ні під час голосування. Так, у 2022—2023 роках збір призначався для допомоги українським цивільним, що постраждали від війни, та став одним із найбільших в історії Radiohjälpen. Глядачі також можуть віддавати голоси за допомогою текстових повідомлень та додатку. Право на голосування мають лише жителі Швеції.
Перемагає пісня, яка набирає найбільшу кількість балів за підсумками голосування як глядачів, так і журі. Якщо кількість балів у декількох учасників однакова, той, хто отримав більше голосів від публіки, отримує вищу позицію.

## Місце проведення
Місця проведення Melodifestivalen оголошуються у вересні попереднього року. Змагання проводяться в різних містах в усій Швеції. Фінал зазвичай відбувається у Стокгольмі, а інші етапи в інших містах.
| К-ть | Місто        | Роки                 |
| ---- | ------------ | -------------------- |
| 7    | Стокгольм    | 2002-2006, 2021—2022 |
| 3    | Нючепінг     | 2007, 2012, 2019     |
| 2    | Карлстад     | 2013, 2024           |
| 1    | Ескільстуна  | 2020                 |
| 1    | Еребру       | 2010                 |
| 1    | Ерншельдсвік | 2023                 |
| 1    | Гальмстад    | 2016                 |
| 1    | Гельсінгборг | 2015                 |
| 1    | Кіруна       | 2008                 |
| 1    | Крістіанстад | 2018                 |
| 1    | Лідчепінг    | 2014                 |
| 1    | Лінчепінг    | 2017                 |
| 1    | Норрчепінг   | 2009                 |
| 1    | Сундсвалль   | 2011                 |

| К-ть | Місто     | Роки                                                                                                 |
| ---- | --------- | --- |
| 48   | Стокгольм | 1959–1963, 1965—1969, 1971—1974, 1977—1981, 1989, 1986, 1992, 1994, 1996, 1999, 2002—2012, 2013—2024 |
| 8    | Гетеборг  | 1975, 1982, 1984, 1987, 1990, 1993, 1997, 2000                                                       |
| 7    | Мальме    | 1983, 1985, 1988, 1991, 1995, 1998, 2001                                                             |

## Галерея

Melodifestivalen 2001
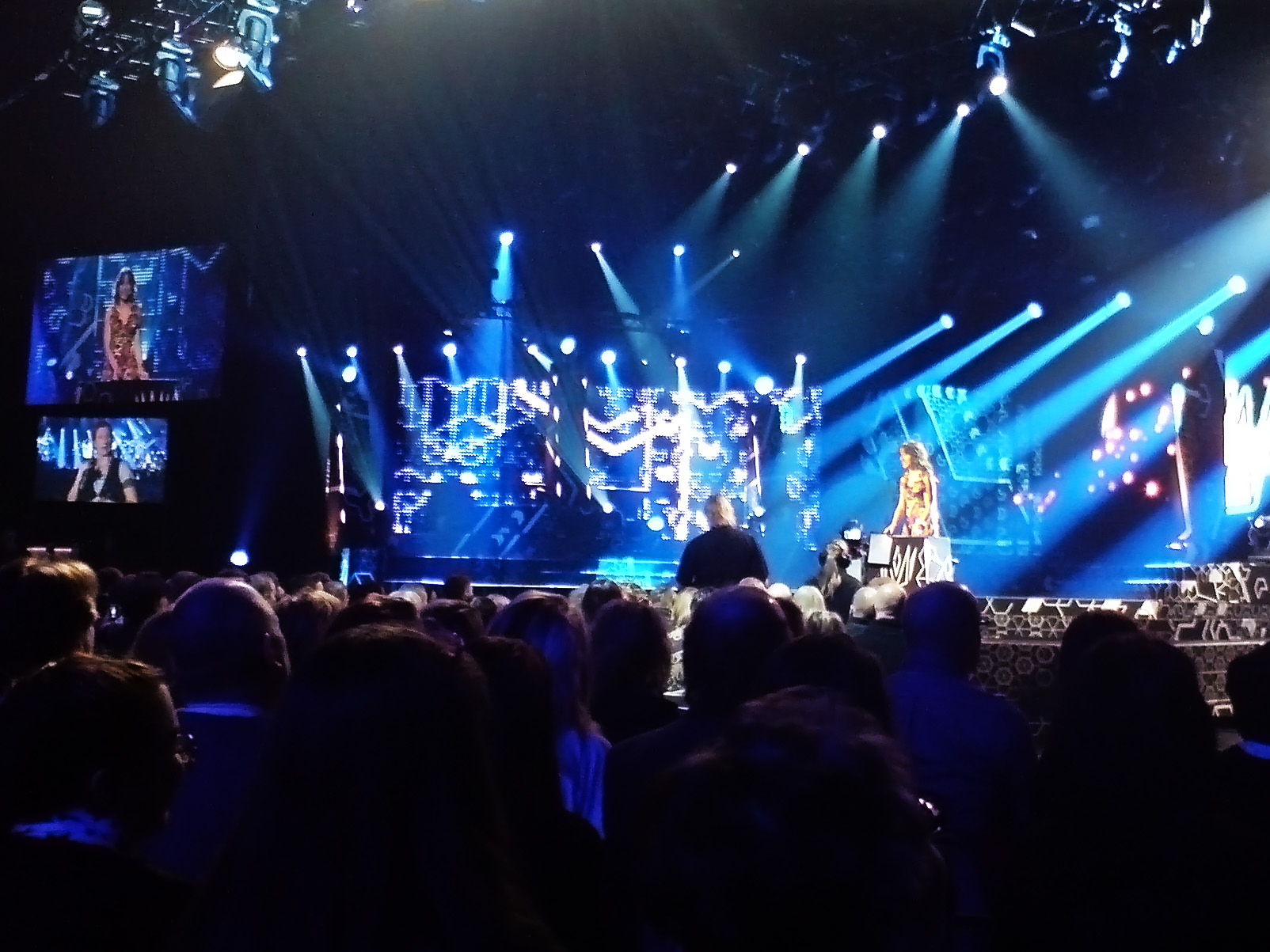
Melodifestivalen 2009
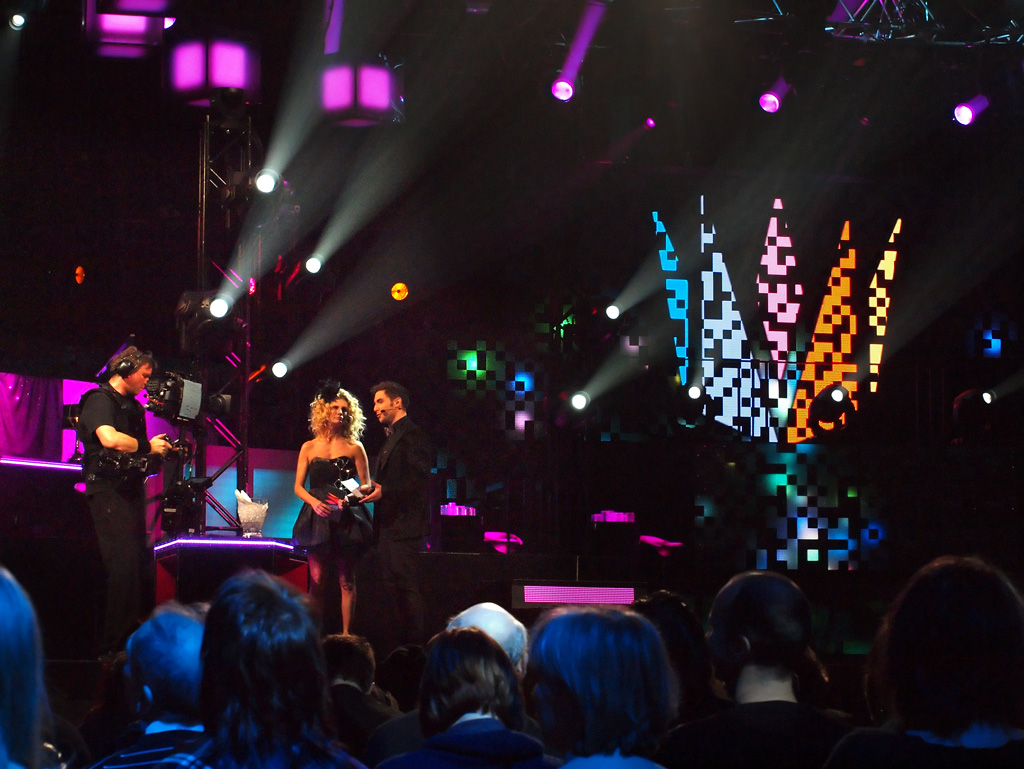
Melodifestivalen 2010
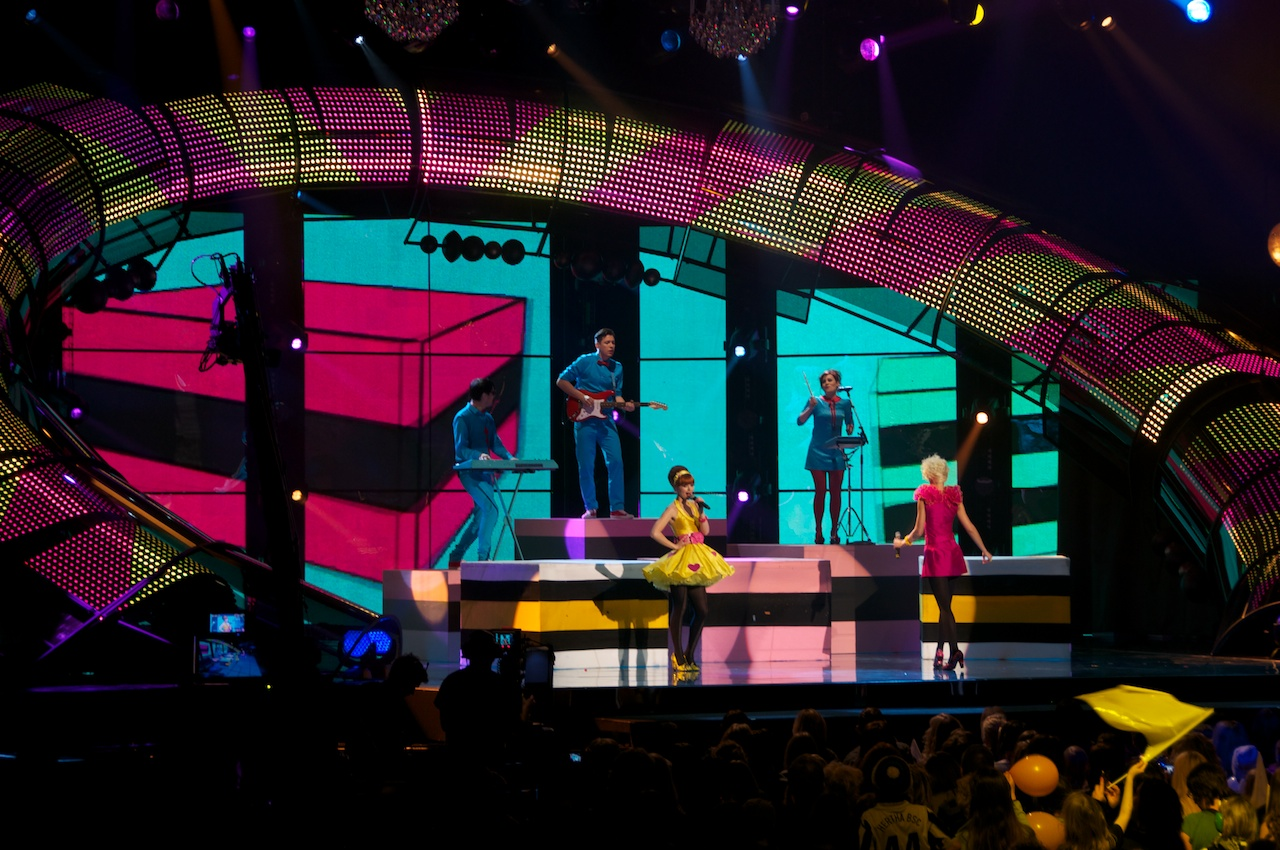
Melodifestivalen 2011
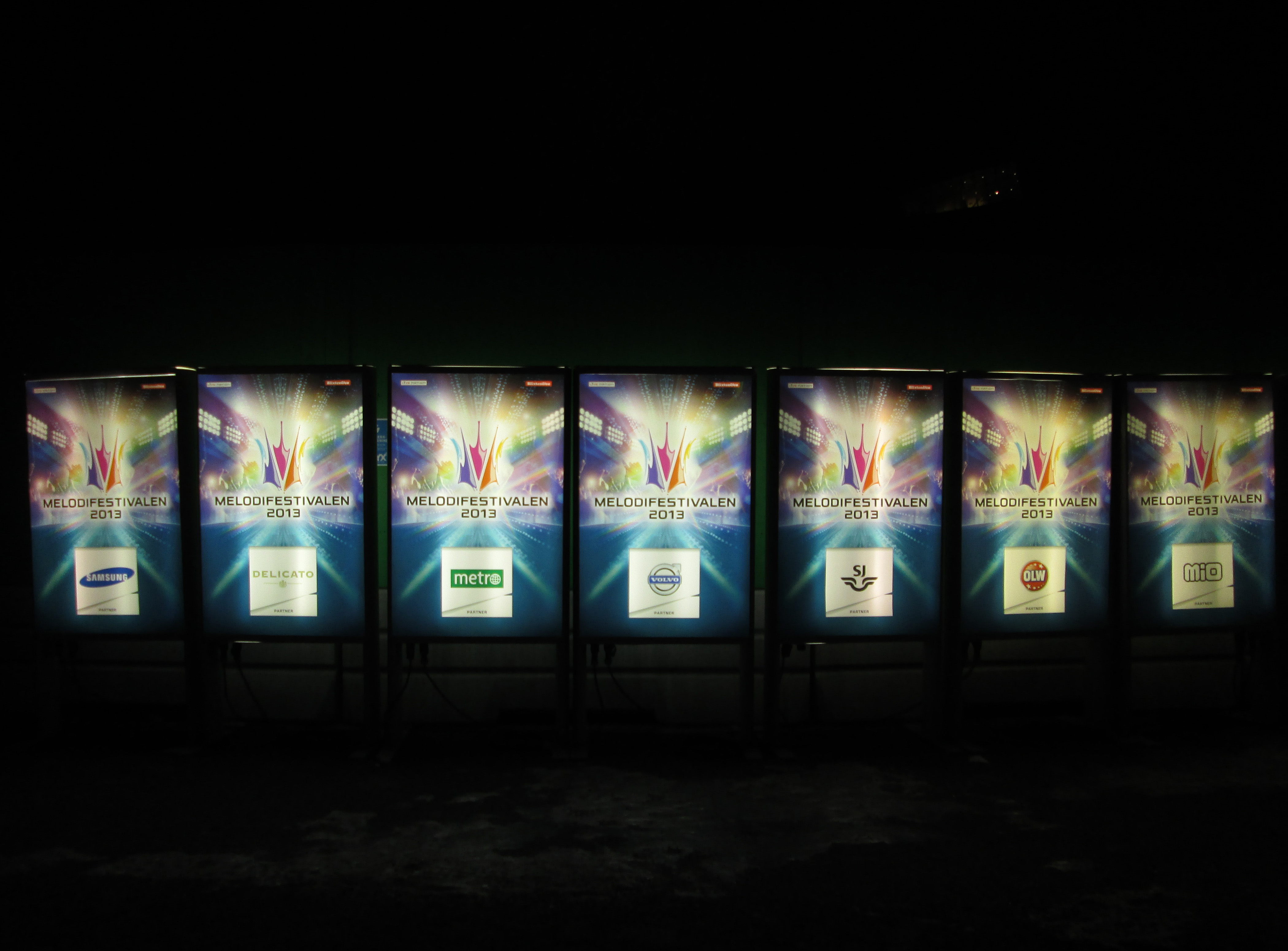
Melodifestivalen 2013
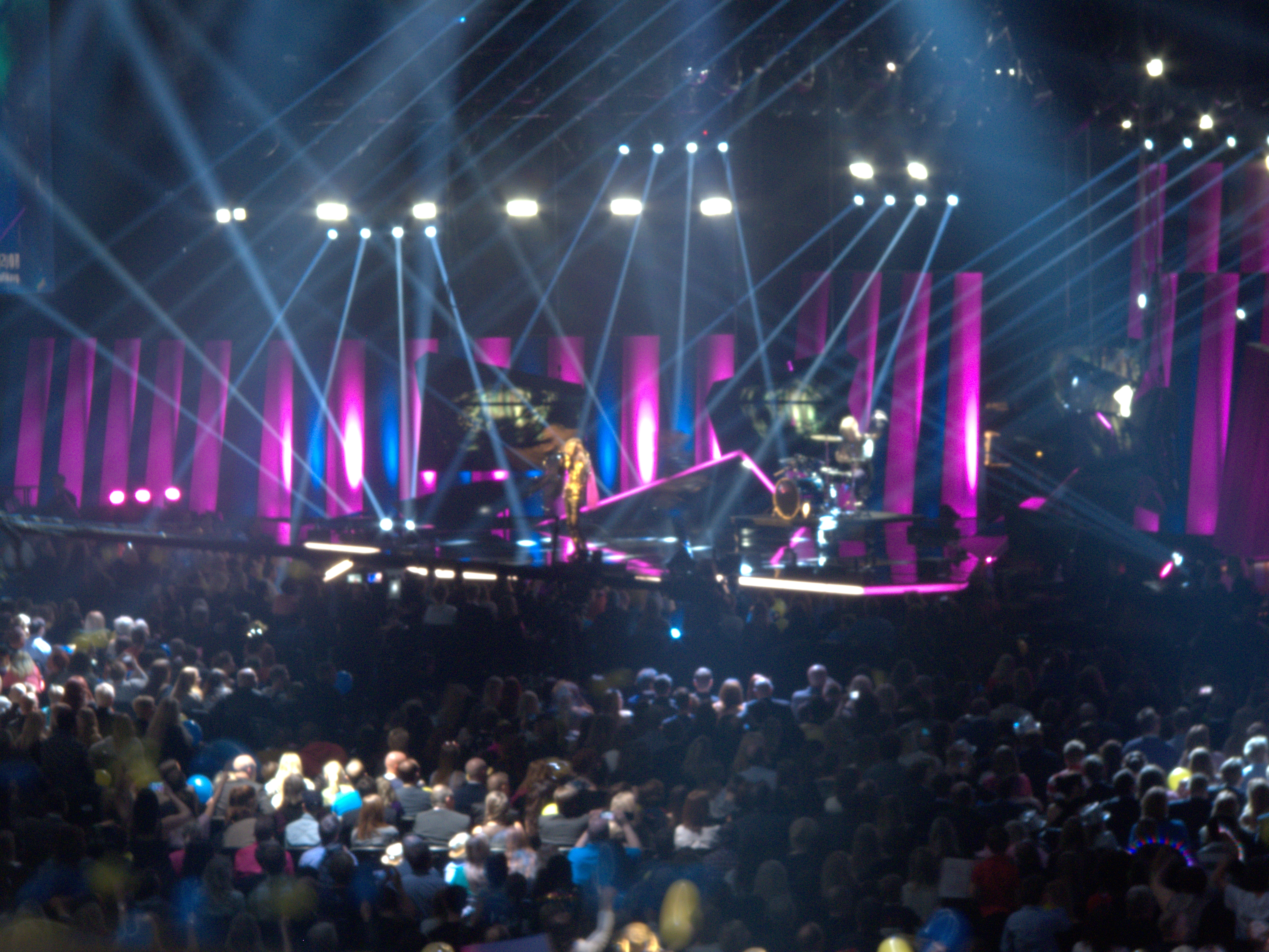
Melodifestivalen 2014
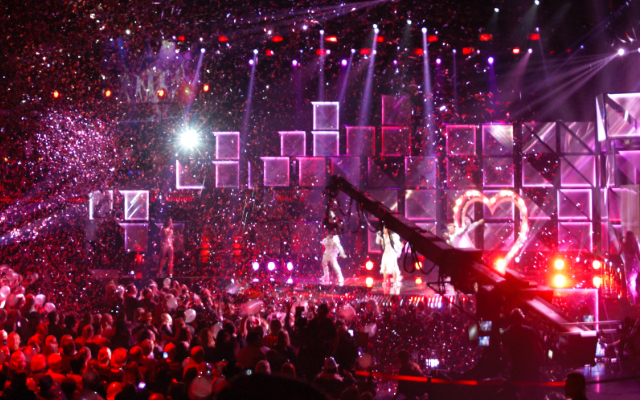
Melodifestivalen 2016
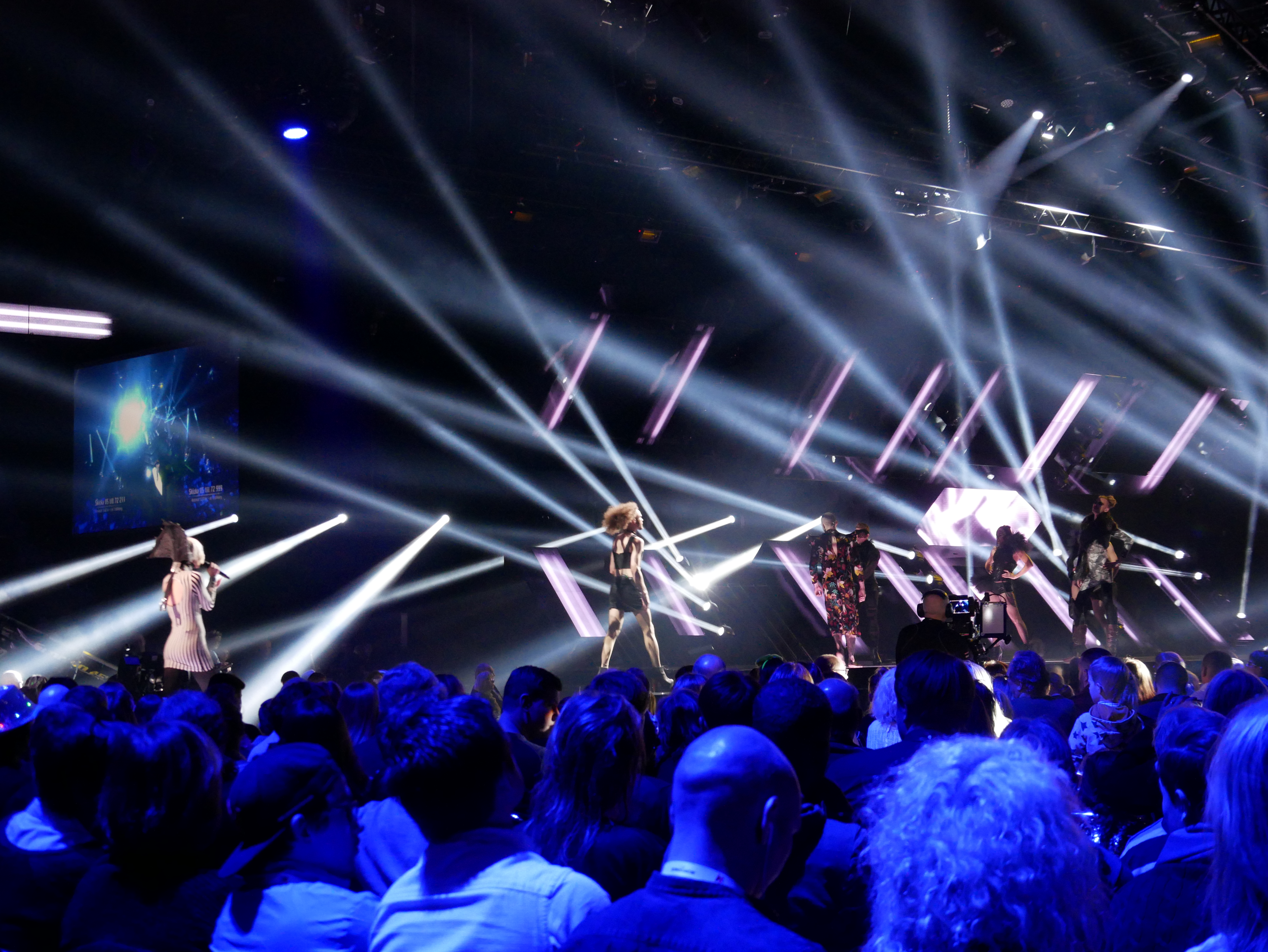
Melodifestivalen 2017
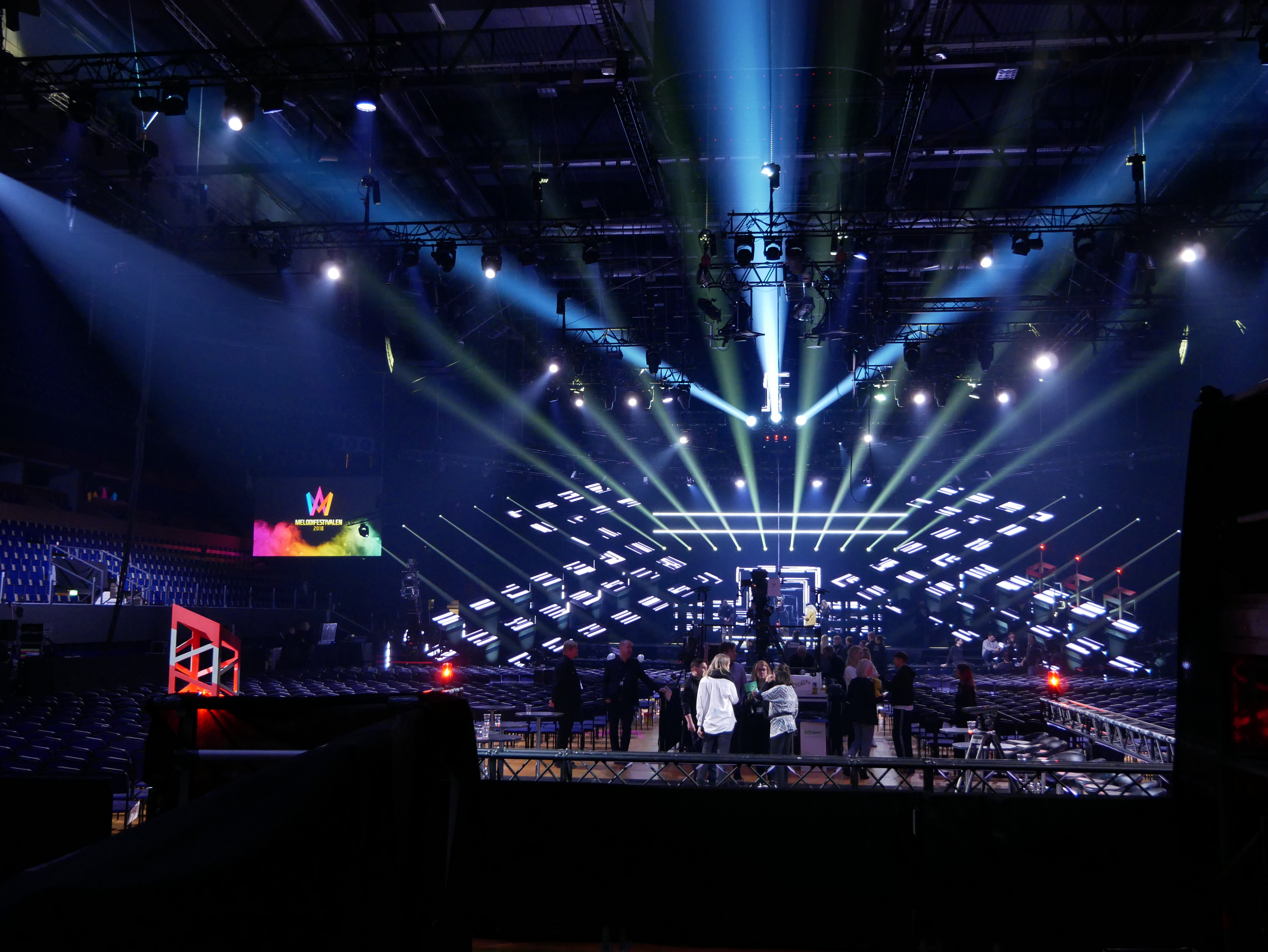
Melodifestivalen 2018
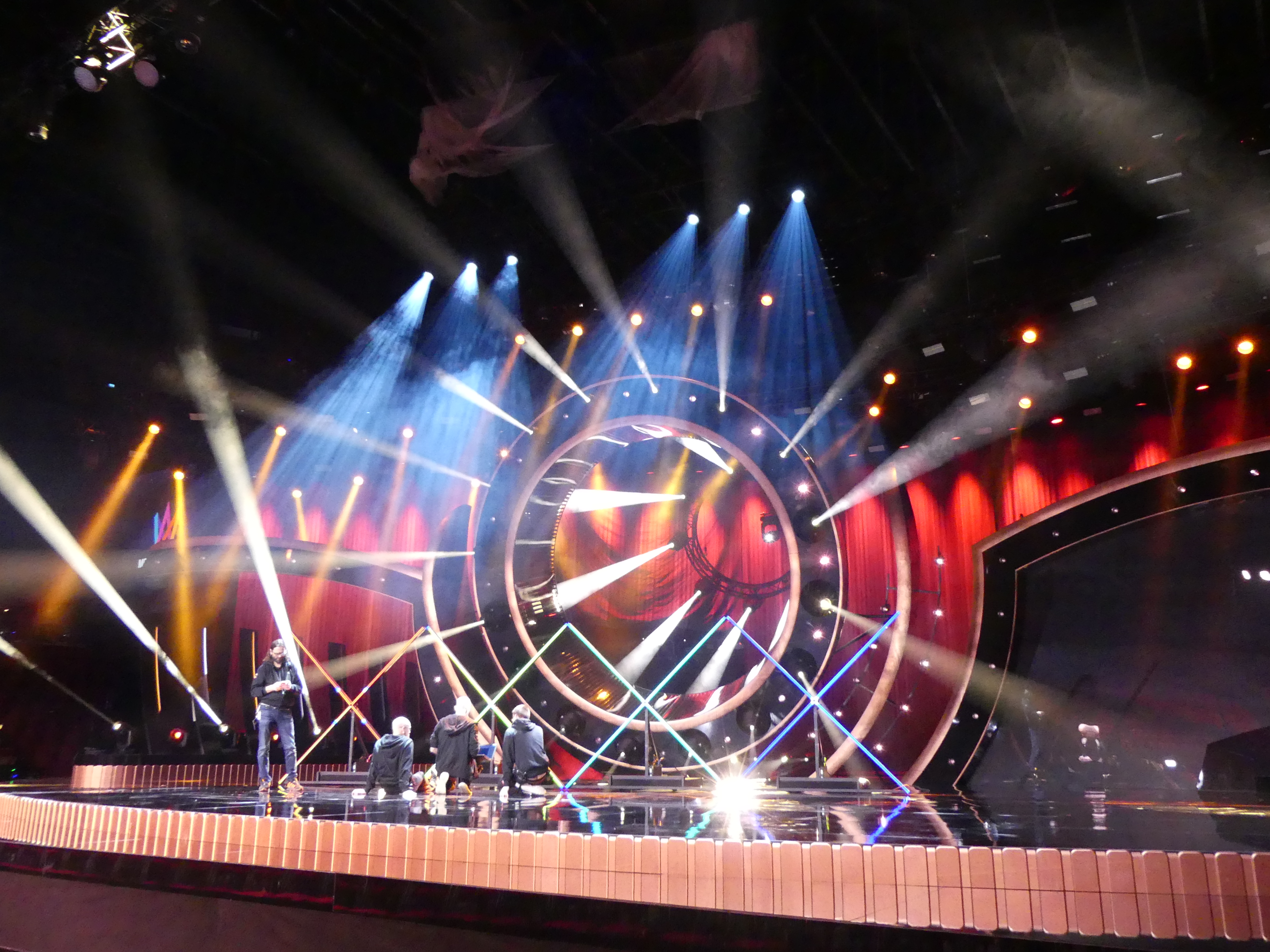
Melodifestivalen 2019
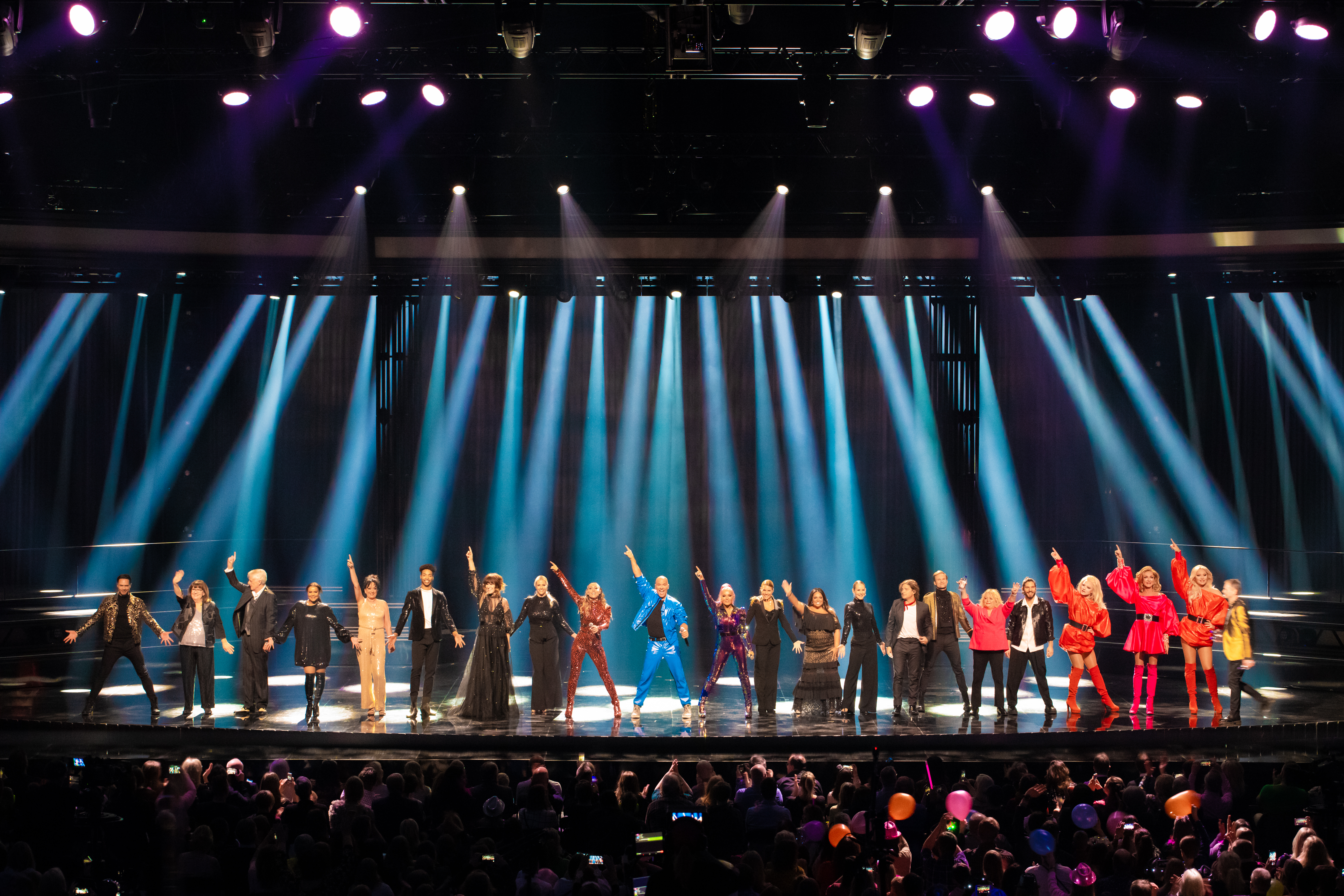
Melodifestivalen 2020
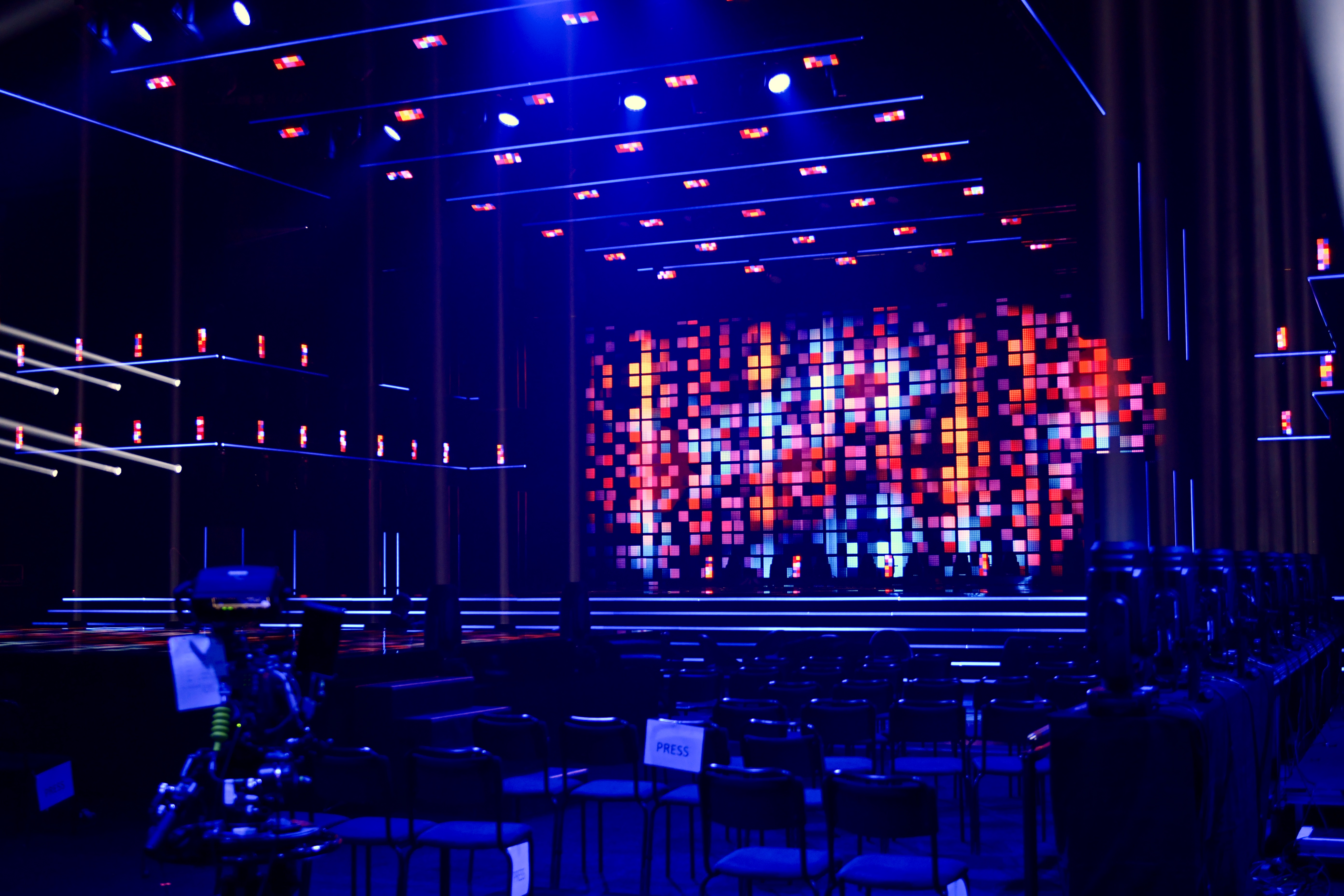
Melodifestivalen 2022
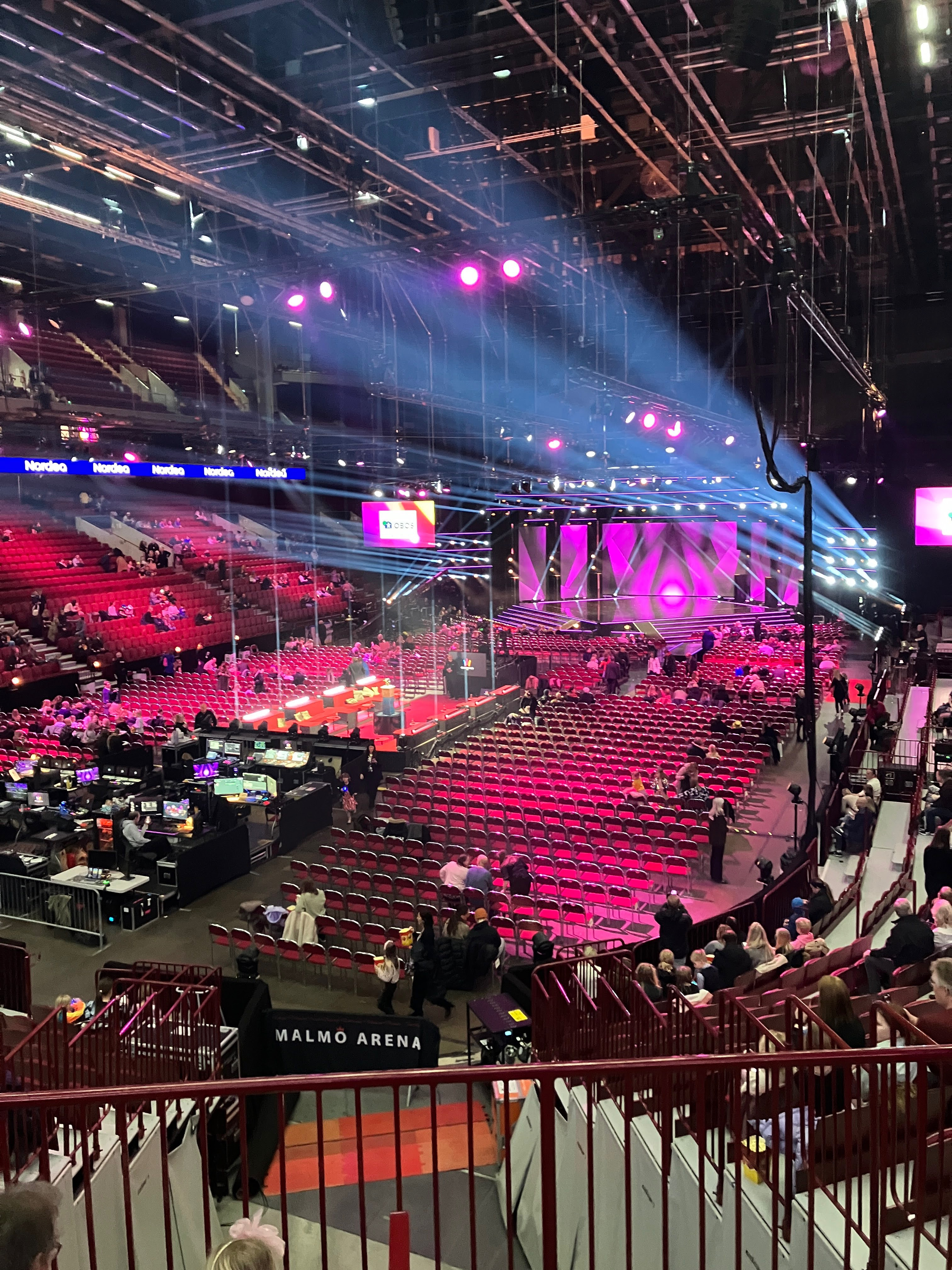
Melodifestivalen 2023
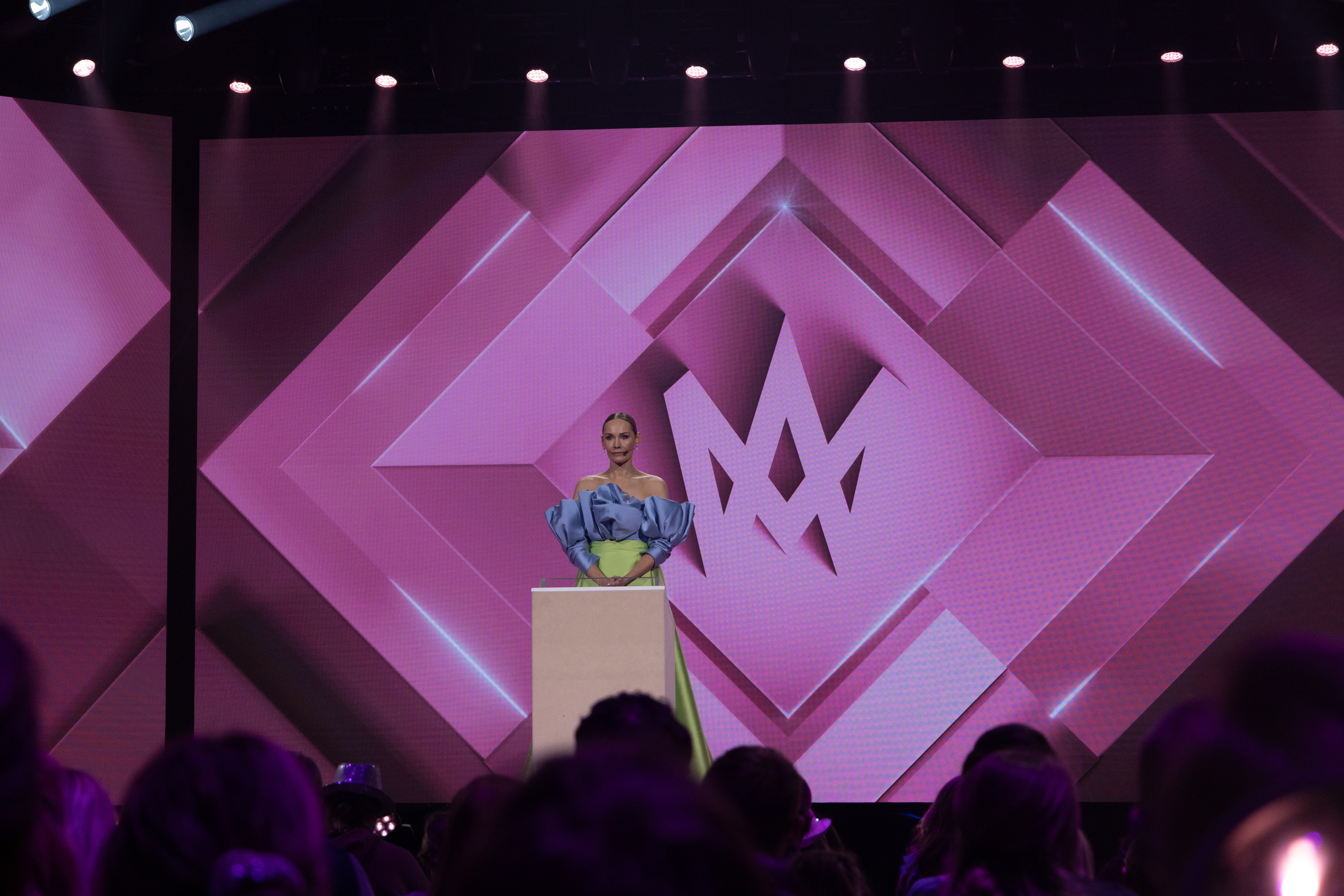
Melodifestivalen 2024